# Салангана сіра
Саланга́на сіра (Aerodramus amelis) — вид серпокрильцеподібних птахів родини серпокрильцевих (Apodidae). Мешкає на Філіппінах і на сусідніх островах. Сірі салангани раніше вважалися конспецифічними з бурими саланганами, однак були визнані окремим видом.

## Підвиди
Виділяють два підвиди:
- A. a. amelis (Oberholser, 1906) — острови Філіппінського архіпелагу (за винятком Палавану і сусідніх островів);
- A. a. palawanensis (Stresemann, 1914) — Палаван і сусідні острови, спостерігалися на острові Баламбанган (Малайзія).

## Поширення і екологія
Сірі салангани живуть переважно у вологих тропічних лісах. Живляться комахами, яких ловлять в польоті. Гніздяться в печерах, формують гніздові колонії.